# Tito Statilio Tauro (console 44)
Tito Statilio Tauro (in latino: Titus Statilius Taurus; 12 circa – Roma, 53) è stato un magistrato e senatore romano, console dell'Impero romano.

## Biografia

### Origini familiari
Membro della gens Statilia, famiglia probabilmente originaria della città lucana di Volcei ed entrata forse in senato sotto Cesare, Tauro era nipote o meno probabilmente pronipote del primo senatore della famiglia, il grande generale Tito Statilio Tauro, console suffetto nel 37 a.C. e, per la seconda volta, ordinario nel 26 a.C.: definito adiutor di Augusto alla pari di Agrippa, il generale fondò le fortune economiche, politiche e sociali della famiglia, venendo con ogni probabilità adlectus inter patricios da Ottaviano nel 30 a.C. tramite la lex Saenia ed elevando così la gens al rango di patrizi. Il generale sembra aver avuto almeno due mogli: dalla prima aveva avuto l'omonimo Tito Statilio Tauro, triumvir monetalis nell'8 a.C. ma evidentemente morto giovane senza aver ricoperto cariche pubbliche; dalla seconda, una Cornelia del ramo dei Cornelii Sisennae, ebbe probabilmente il console ordinario dell'11, Tito Statilio Tauro, e il console ordinario del 16 Sisenna Statilio Tauro, oltre a due figlie, di cui una andò in moglie al console ordinario dell'1 a.C. Lucio Calpurnio Pisone l'Augure. Tale ricostruzione, proposta su basi cronologiche e prosopografiche da Ronald Syme e accettata da altri studiosi, è però stata contrapposta alla vulgata precedente, che vedeva nel triumvir monetalis il padre o, meglio, lo zio dei consoli dell'11 e del 16.
Se una figlia di Sisenna andò poi in sposa al console suffetto del 44 o 45 Tito Axio, il console dell'11 sposò invece una Valeria Messalina, figlia di Marco Valerio Messalla Corvino, altro grande amicus di Augusto e console ordinario del 31 a.C.: dal loro matrimonio nacquero Tauro, il console ordinario del 45 Tauro Statilio Corvino e Statilia Messalina, moglie del figlio del console suffetto del 31 Sesto Tedio Valerio Catullo e madre del console ordinario del 73 e amicus di Domiziano Lucio Valerio Catullo Messalino. Il matrimonio del console dell'11 con Valeria Messalina aprì agli Statilii le porte della più alta aristocrazia romana, già socchiuse dal legame con i Calpurnii Pisones e i Cornelii Sisennae: gli Statilii si trovarono così legati a famiglie illustri del calibro dei Claudii Marcelli, dei Claudii Pulchri, dei Quinctilii Vari (legati agli Appuleii, ai Cornelii Dolabellae e ai Nonii Asprenates - a loro volta connessi ai Volusii Saturnini, imparentati con i Lollii, i Memmii Reguli e i Valerii Asiatici), dei Iunii Silani (legati, tra l'altro, alla famiglia imperiale: Marco Giunio Silano Torquato sposò Emilia Lepida, pronipote di Augusto), dei Sulpicii Quirinii, degli Aemilii Lepidi (legati ai Cornelii Sullae e ai Pompeii) e degli Scribonii (a loro volta connessi ai Pompeii e ai Licinii Crassi). Non da ultimo, va notato come la stessa imperatrice moglie di Claudio, Valeria Messalina, fosse parente degli Statilii grazie al loro legame con i Valerii Messallae.

### Carriera
Gli inizi della carriera di Tauro sono avvolti nel mistero. Il suo primo incarico noto, infatti, è il suo consolato ordinario per il 44 al fianco di Gaio Sallustio Crispo Passieno, console per la seconda volta: Tauro rimase in carica da gennaio fino a giugno, anche dopo che, a marzo, Sallustio fu sostituito da Publio Calvisio Sabino Pomponio Secondo; i due furono sostituiti o dalla coppia formata da Tito Axio e Tito Mussidio Polliano o da altri due consoli ignoti (forse Gaio Calpurnio Pisone o Pompeo Pedone o Publio Ostorio Scapula).
Tauro fu poi sorteggiato come proconsole d'Africa, probabilmente per l'anno 52/53. Al suo ritorno nel 53, però, il suo stesso legato proconsolare, Marco Tarquizio Prisco, su istigazione di Agrippina, apparentemente bramosa degli splendidi horti Tauriani di proprietà di Tauro, accusò Tauro di repetundae e soprattutto di magicae superstitiones: è stato ipotizzato che Prisco, impoverito, volesse, con l'accusa, ottenere vantaggi economici oltre che politici. Tauro, insofferente dell'accusa e dell'oltraggio subito, decise di togliersi la vita prima del termine del processo, certo per impedire la confisca dei propri beni: il senato probabilmente decise di non proseguire con il processo, e Prisco si trovò espulso dal consesso, evidentemente portando ad uno smacco, per quanto piccolo, per Agrippina (una volta rientrato in senato, Prisco fu poi condannato nel 61 per repetundae, con grande soddisfazione dei senatori che ancora ricordavano l'oltraggio subito da Tauro).
È stato ipotizzato che, considerando anche la caduta in disgrazia del fratello di Tauro apparentemente perché coinvolto in una congiura contro Claudio nel 46, i due fratelli non fossero visti di buon occhio dai circoli claudiani, nonostante le loro straordinarie connessioni familiari: ciò andrebbe però a contravvenire agli onori mostrati proprio ai due fratelli, come i due consolati ordinari consecutivi del 44 e 45. In ogni caso, i due furono gli ultimi consoli della famiglia.
Tuttavia, una figlia di Tauro o del fratello Corvino raggiunse comunque i massimi onori: ella fu infatti Statilia Messalina, moglie in quarte nozze del console ordinario del 65 Gaio Giulio Vestino Attico e in quinte nozze del princeps Nerone, alla cui morte sopravvisse arrivando fino all'epoca di Domiziano.